# Grace Gear
Grace Gear (* 2. Juli 1998 in Welwyn Garden City) ist eine englische Squashspielerin.

## Karriere
Grace Gear spielt seit 2017 auf der PSA World Tour und gewann auf dieser bislang vier Titel. Der erste Titelgewinn gelang ihr in der Saison 2021/22, als sie sich im November 2021 in Manchester den Titel nach einem Finalsieg gegen Georgia Adderley sicherte. Bereits einen Monat später folgte in Hamburg der zweite Turniersieg. Erneut bezwang sie dabei im Endspiel Georgia Adderley. Zum Ende der Saison sicherte sich Gear beim Turnier in Berkhamsted ihren dritten Titelgewinn. In fünf Sätzen setzte sie sich im Finale gegen Zeina Zein durch. Ihr vierter Turniersieg gelang ihr in der Saison 2023/24 im September. Im Finale traf sie auf Asia Harris, die sie in drei Sätzen besiegte. Ihre höchste Platzierung in der Weltrangliste erreichte sie mit Rang 40 am 10. März 2025. 2025 sicherte sie sich mit der englischen Nationalmannschaft den Titelgewinn bei den Europameisterschaften.
Ihr Debüt bei einer Weltmeisterschaft gab Gear bei der Weltmeisterschaft 2022/23. In der Auftaktrunde unterlag sie Rowan Elaraby mit 0:3.

## Erfolge
- Europameisterin mit der Mannschaft: 2025
- Gewonnene PSA-Titel: 4